# Кутир (Жиронда)
Кутир (фр. Coutures) насеље је и општина у југозападној Француској у региону Аквитанија, у департману Жиронда која припада префектури Лангон.
По подацима из 2011. године у општини је живело 96 становника, а густина насељености је износила 28,24 становника/km². Општина се простире на површини од 3,4 km². Налази се на средњој надморској висини од 42 метара (максималној 105 m, а минималној 17 m).

## Демографија
| 1962. | 1968. | 1975. | 1982. | 1990. | 1999. | 2011. |
| ----- | ----- | ----- | ----- | ----- | ----- | ----- |
| 75    | 92    | 90    | 84    | 70    | 65    | 96    |

График промене броја становника у току последњих година